# Salvador Soler
Pour les articles homonymes, voir Soler.
Salvador Soler Blanchart, né le 2 mars 1908 à Mataró et mort le 27 janvier 1990 à Barcelone, est un footballeur espagnol qui jouait au poste de milieu de terrain avec le FC Barcelone.

## Biographie
Salvador Soler commence à jouer avec le FC Barcelone lors de la saison 1933-1934. Il joue deux matchs de championnat.
Lors de la saison suivante (1934-1935), il joue six matchs de championnat avec le Barça.
Sa carrière sportive s'interrompt avec la Guerre civile espagnole, puis elle reprend lors de la saison 1939-1940. Cette saison-là, Salvador Soler joue onze matchs de championnat avec Barcelone.